# هینا
هینا (به چکی: Hejná) یک منطقهٔ مسکونی در جمهوری چک است که در ناحیه کلاتووی واقع شده‌است. هینا ۶٫۶۹ کیلومتر مربع مساحت و ۱۷۳ نفر جمعیت دارد و ۴۷۵ متر بالاتر از سطح دریا واقع شده‌است.